# 桂島 (鹿児島県)
桂島（かつらじま）とは、八代海（不知火海）上にある円形の島。有人島であり、人口は11人(2024年12月時点)。行政区分上は鹿児島県出水市に属する。
島内のインフラストラクチャーについては、県本土から海底ケーブルや海底パイプを通す方法により整備されている。なお上水道は、九州本土と地続きの同市蕨島から通されている。島内の郵便物の集配は公民館長に委託されており、対岸まで船で回収に行く。
1955年頃には人口が200人近くに達したが、その後は減少に転じ、現在に至る。近年は高齢化が進んでおり、2010年頃からは人口の半数以上が高齢者となっている。

## 地理
- 住所：鹿児島県出水市荘
- 位置：同市蕨島から北に約2km[4]
- 基幹産業：漁業（チリメンジャコ漁など）[4]
- テレビ放送
  - 川床中継局からの電波を受信可能。（地上アナログ放送）NHK総合 59ch NHK教育 62ch KYT 37ch KKB 39ch KTS 33ch MBC 43ch　出力：映像 10W／音声2.5W
- ラジオ放送
  - 阿久根中継局からの電波を受信可能。（FM《超短波》ラジオ放送）周波数：FM鹿児島 80.5MHz NHK-FM《NHK鹿児島》 83.7MHz　出力：音声100W
  - 鹿児島県阿久根市折口の中継局からMBC南日本放送の電波受信可能。（AM《中波》ラジオ放送）周波数：1107kHz　出力：音声1kW
  - 水俣中継局からの電波受信可能。（AM《中波》ラジオ放送・FM《超短波》ラジオ放送）周波数：NHK第一《NHK熊本》1341kHz 出力：音声1kW NHK-FM《NHK熊本》82.5MHz　出力：音声100W
  - 御所浦中継局からの電波受信可能。（AM《中波》ラジオ放送・FM《超短波》ラジオ放送）周波数：RKK熊本放送1197kHz　出力：音声1kW　FM熊本 78.4MHz　出力：音声100W

## 交通
定期便等は存在しない。通常は同市築港や蕨島野口港より漁船等をチャーターして行くこととなる。住民は自家用の漁船を利用している。

## 学校
- 出水市立米ノ津東小学校桂島分校 - 1901年開校[4]。1954年に桂島分教場から現在の桂島分校へ改称する[5]。1991年からは休校と再開を繰り返し、2007年からは休校状態が続いている[5]。
- 出水市立米ノ津中学校桂島分校 - 1947年開校。2010年から休校している[4]。

## 医療
島内に診療所などの医療機関はない。救急患者は、住民の漁船や救急艇などで搬送している。